# Крістіан Раян
Крістіан Раян (англ. Christian Ryan, 5 червня 1977) — австралійський академічний веслувальник.
Срібний призер Олімпійських Ігор 2000 року в складі вісімки.
Переможець молодіжного чемпіонат світу (U-23) 1998 року в складі вісімки